# Acompáñame (película)
Para otros usos de la palabra, ver Acompáñame
Acompáñame es una película musical española del 5 de agosto de 1966 protagonizada por Rocío Dúrcal, Enrique Guzmán y Amalia de Isaura y dirigida por Luis César Amadori.

## Argumento
Eduvigis (Amalia de Isaura) es una anciana señora que vive en Madrid y atrae la mala suerte sobre todo aquel a quien mira con unas gafas que le regaló su difunto esposo hechas con cristales de una tumba egipcia. Para arreglar la venta de una casa obtenida de una herencia, debe trasladarse hasta las Islas Canarias, y para ello pone un anuncio en un periódico solicitando una asistente que la acompañe y un chofer que conduzca su coche.
Al anuncio contestan Mercedes (Rocío Dúrcal), una muchacha que vive y trabaja en un museo de Madrid, y Tony (Enrique Guzmán), un estudiante mexicano en un colegio mayor en Madrid que acaba de iniciar las vacaciones de verano. Uno y otro no logran congeniar en absoluto, pero ambos son contratados para realizar el viaje con Eduvigis. Al llegar a Tenerife, Mercedes y Tony descubren que la casa vale mucho más de lo que aparenta y de lo que le quieren pagar a Eduvigis.

## Temas musicales
- El diplodocus, por Rocío Dúrcal.
- Una chica formal, por Enrique Guzmán.
- Todo es mío, por Rocío Dúrcal.
- Teren, ten, ten, por Los Beatles de Cádiz, Rocío Dúrcal y Amalia de Isaura.
- Tan cerca, por Enrique Guzmán.
- Estudiantina canaria, por Rocío Dúrcal y Enrique Guzmán.
- Saeta, por Rocío Dúrcal.
- Corazón de trampolín, por Rocío Dúrcal.
- Acompáñame, por Rocío Dúrcal y Enrique Guzmán.
- Charlestón, por Amalia de Isaura.
- Jotas, por Rocío Dúrcal.

En la versión discográfica, en los temas Estudiantina Canaria y Acompáñame, Enrique Guzmán fue sustituido por Jaime Morey. El tema Una chica formal fue grabado por Rocío Dúrcal como Un muchacho formal.